# 萧引
萧引（?—?），字叔休，南蘭陵兰陵县人，南朝梁、南朝陈政治人物。光禄大夫蕭允弟弟，萧介之子。
萧引博学，善作文。梁朝开始为著作佐郎，后为西昌侯仪同府主簿。侯景之乱，与宗亲百余人移居岭南，永定二年（558年），投奔广州刺史欧阳頠。天嘉四年（563年），欧陽頠病死，子欧阳纥继任广州刺史。太建元年（569年），欧阳纥作乱。太建二年（570年）章昭达平番禺欧阳纥，萧引北还。陈宣帝召萧引问岭表事，他陈述始末，陈宣帝大悦，即日便任尚书金部侍郎。转库部侍郎，掌知营造。在任一年，器械充足。太建七年（575年），加戎昭将军。太建九年（577年）任始兴王咨议参军，兼金部侍郎。后来转任中书侍郎，太建十二年（580年）迁任吏部侍郎。所任称职，以不事权贵，久不升迁。奉命出使岭南，劝说广州刺史马靖派遣子弟入朝为质。陈后主时，历任中庶子、贞威将军、建康令。因不事权贵，不许宦官请托，为宦官李善度所构陷，免官归家，年五十八岁在家中去世。子萧德言。